# Rutulowie (mitologia)
Rutulowie – w mitologii rzymskiej lud zamieszkujący środkową Italię.
Ich stolicą miało być miasteczko Ardea w Lacjum. Kiedy do Italii przybył Eneasz, Rutulowie pod wodzą swego króla Turnusa wystąpili zbrojnie przeciwko niemu, jako że Eneasz i król Rutulów starali się o rękę tej samej księżniczki, Lawinii.